# Ponte de Pingtang
A ponte de Pingtang (em chinês:  平塘特大桥) é uma ponte estaiada rodoviária com cerca de 2100 m de comprimento, máxima altura de 332 m e que cruza o rio Caodu na província de Guizhou, na República Popular da China. A sua altura torna-a na segunda mais alta ponte do mundo, com a torre mais alta a ter menos 15 metros de altura que o Viaduto Millau em França, que apresenta uma estrutura semelhante. O calado sobre o rio é de 310 metros. Integra a autoestrada Pingtang-Luodian.
A construção da ponte teve um custo de 1500 milhões de yuan (cerca de 215 milhões de dólares).